# Pavenčiai (stacja kolejowa)
Pavenčiai (ros. Павянчяй) – stacja kolejowa w miejscowości Kurszany, w rejonie szawelskim, w okręgu szawelskim, na Litwie. Położona jest na linii Szawle – Kretynga.

## Historia
Stacja została otwarta w okresie międzywojennym.